# Canoa/kayak ai Giochi della XXXII Olimpiade - C1 1000 metri maschile
Le gare di velocità C1 1000 metri, di Tokyo 2020 si svolsero alla Sea Forest Waterway dal 6 al 7 agosto 2021.
Alla competizione presero parte 33 atleti di 20 nazioni.

## Regolamento della competizione
La competizione prevede cinque batterie di qualificazione, tre quarti di finale, due semifinali e due finali. I primi due classificati di ogni batteria di qualificazione e i primi due di ogni quarto di finale accedono alle semifinali. I primi quattro classificati accedono alla finale "A", per l'assegnazione delle medaglie. Gli altri partecipanti alle semifinali accedono alla finale "B".

## Programma
| Data                  | Ora (UTC+9) | Turno            |
| --------------------- | ----------- | ---------------- |
| Venerdì 6 agosto 2021 | 10:21       | Batterie         |
| Venerdì 6 agosto 2021 | 12:37       | Quarti di finale |
| Sabato 7 agosto 2021  | 10:00       | Semifinali       |
| Sabato 7 agosto 2021  | 12:20       | Finale           |

## Risultati

### Batterie

#### Batteria 1
| Pos. | Atleta            | Paese    | Tempo    | Note |
| ---- | ----------------- | -------- | -------- | ---- |
| 1    | Cătălin Chirilă   | Romania  | 4:05.617 | SF   |
| 2    | José Ramón Pelier | Cuba     | 4:06.343 | SF   |
| 3    | Zheng Pengfei     | Cina     | 4:10.115 | QF   |
| 4    | Mateusz Kamiński  | Polonia  | 4:11.202 | QF   |
| 5    | Viktor Melantyev  | ROC      | 4:14.004 | QF   |
| 6    | Dániel Fejes      | Ungheria | 4:34.000 | QF   |
| 7    | Takanori Tōme     | Giappone | 4:37.208 | QF   |

#### Batteria 2
| Pos. | Atleta                   | Paese      | Tempo    | Note |
| ---- | ------------------------ | ---------- | -------- | ---- |
| 1    | Isaquias Queiroz         | Brasile    | 3:59.894 | SF   |
| 2    | Liu Hao                  | Cina       | 4:06.914 | SF   |
| 3    | Petr Fuksa               | Rep. Ceca  | 4:14.482 | QF   |
| 4    | Pavlo Altukhov           | Ucraina    | 4:15.508 | QF   |
| 5    | Sergey Yemelyanov        | Kazakistan | 4:16.039 | QF   |
| 6    | Wiktor Głazunow          | Polonia    | 4:25.996 | QF   |
| 7    | Rudolph Berking-Williams | Samoa      | 5:19.538 | QF   |

#### Batteria 3
| Pos. | Atleta                    | Paese               | Tempo    | Note |
| ---- | ------------------------- | ------------------- | -------- | ---- |
| 1    | Martin Fuksa              | Rep. Ceca           | 4:01.620 | SF   |
| 2    | Balázs Adolf              | Ungheria            | 4:01.665 | SF   |
| 3    | Sebastian Brendel         | Germania            | 4:02.351 | QF   |
| 4    | Jacky Godmann             | Brasile             | 4:24.732 | QF   |
| 5    | Roland Varga              | Canada              | 4:49.250 | QF   |
| 6    | Joaquim Lobo              | Mozambico           | 4:49.676 | QF   |
| 7    | Roque Fernandes Dos Ramos | São Tomé e Príncipe | 5:00.977 | QF   |

#### Batteria 4
| Pos. | Atleta                   | Paese               | Tempo    | Note |
| ---- | ------------------------ | ------------------- | -------- | ---- |
| 1    | Serghei Tarnovschi       | Moldavia            | 4:02.794 | SF   |
| 2    | Adrien Bart              | Francia             | 4:03.771 | SF   |
| 3    | Vladislav Chebotar       | ROC                 | 4:28.951 | QF   |
| 4    | Cayetano García          | Spagna              | 4:34.418 | QF   |
| 5    | Victor Mihalachi         | Romania             | 4:39.865 | QF   |
| 6    | Buly Da Conceição Triste | São Tomé e Príncipe | 4:57.659 | QF   |

#### Batteria 5
| Pos. | Atleta                 | Paese    | Tempo    | Note |
| ---- | ---------------------- | -------- | -------- | ---- |
| 1    | Fernando Jorge         | Cuba     | 4:04.378 | SF   |
| 2    | Conrad-Robin Scheibner | Germania | 4:04.920 | SF   |
| 3    | Connor Fitzpatrick     | Canada   | 4:05.577 | QF   |
| 4    | Yurii Vandiuk          | Ucraina  | 4:11.346 | QF   |
| 5    | Pablo Martínez         | Spagna   | 4:21.729 | QF   |
| 6    | Ghailene Khattali      | Tunisia  | 4:39.791 | QF   |

### Quarti di finale

#### Quarto di finale 1
| Pos. | Atleta                   | Paese               | Tempo    | Note |
| ---- | ------------------------ | ------------------- | -------- | ---- |
| 1    | Zheng Pengfei            | Cina                | 4:05.502 | SF   |
| 2    | Pavlo Altukhov           | Ucraina             | 4:06.018 | SF   |
| 3    | Mateusz Kamiński         | Polonia             | 4:08.172 |      |
| 4    | Sergey Yemelyanov        | Kazakistan          | 4:21.734 |      |
| 5    | Dániel Fejes             | Ungheria            | 4:21.847 |      |
| 6    | Roland Varga             | Canada              | 4:28.174 |      |
| 7    | Buly Da Conceição Triste | São Tomé e Príncipe | 4:55.527 |      |
| 8    | Rudolph Berking-Williams | Samoa               | DNS      | DNS  |

#### Quarto di finale 2
| Pos. | Atleta                    | Paese               | Tempo    | Note |
| ---- | ------------------------- | ------------------- | -------- | ---- |
| 1    | Wiktor Głazunow           | Polonia             | 4:07.632 | SF   |
| 2    | Connor Fitzpatrick        | Canada              | 4:09.622 | SF   |
| 3    | Viktor Melantyev          | ROC                 | 4:11.095 |      |
| 4    | Petr Fuksa                | Rep. Ceca           | 4:14.476 |      |
| 5    | Victor Mihalachi          | Romania             | 4:15.007 |      |
| 6    | Jacky Godmann             | Brasile             | 4:18.20  |      |
| 7    | Ghailene Khattali         | Tunisia             | 4:35.417 |      |
| 8    | Roque Fernandes Dos Ramos | São Tomé e Príncipe | 5:10.506 |      |

#### Quarto di finale 3
| Pos. | Atleta             | Paese     | Tempo    | Note |
| ---- | ------------------ | --------- | -------- | ---- |
| 1    | Sebastian Brendel  | Germania  | 4:07.036 | SF   |
| 2    | Yurii Vandiuk      | Ucraina   | 4:08.719 | SF   |
| 3    | Pablo Martínez     | Spagna    | 4:09.102 |      |
| 4    | Vladislav Chebotar | ROC       | 4:18.517 |      |
| 5    | Cayetano García    | Spagna    | 4:31.929 |      |
| 6    | Takanori Tōme      | Giappone  | 4:38.546 |      |
| 7    | Joaquim Lobo       | Mozambico | 5:04.687 |      |

### Semifinali

#### Semifinale 1
| Pos. | Atleta          | Paese     | Tempo    | Note |
| ---- | --------------- | --------- | -------- | ---- |
| 1    | Adrien Bart     | Francia   | 4:04.026 | FA   |
| 2    | Liu Hao         | Cina      | 4:04.196 | FA   |
| 3    | Martin Fuksa    | Rep. Ceca | 4:04.220 | FA   |
| 4    | Fernando Jorge  | Cuba      | 4:04.725 | FA   |
| 5    | Pavlo Altukhov  | Ucraina   | 4:05.857 | FB   |
| 6    | Cătălin Chirilă | Romania   | 4:09.397 | FB   |
| 7    | Wiktor Głazunow | Polonia   | 4:09.876 | FB   |
| 8    | Yurii Vandiuk   | Ucraina   | 4:20.098 | FB   |

#### Semifinale 2
| Pos. | Atleta                 | Paese    | Tempo    | Note |
| ---- | ---------------------- | -------- | -------- | ---- |
| 1    | Isaquias Queiroz       | Brasile  | 4:05.579 | FA   |
| 2    | Serghei Tarnovschi     | Moldavia | 4:06.635 | FA   |
| 3    | Conrad-Robin Scheibner | Germania | 4:08.503 | FA   |
| 4    | Zheng Pengfei          | Cina     | 4:09.139 | FA   |
| 5    | Balázs Adolf           | Ungheria | 4:09.177 | FB   |
| 6    | José Ramón Pelier      | Cuba     | 4:09.696 | FB   |
| 7    | Sebastian Brendel      | Germania | 4:11.413 | FB   |
| 8    | Connor Fitzpatrick     | Canada   | 4:12.609 | FB   |

### Finali

#### Finale B
| Pos. | Atleta             | Paese    | Tempo    | Note |
| ---- | ------------------ | -------- | -------- | ---- |
| 9    | José Ramón Pelier  | Cuba     | 4:02.915 |      |
| 10   | Sebastian Brendel  | Germania | 4:03.723 |      |
| 11   | Cătălin Chirilă    | Romania  | 4:03.973 |      |
| 12   | Pavlo Altukhov     | Ucraina  | 4:04.098 |      |
| 13   | Wiktor Głazunow    | Polonia  | 4:04.463 |      |
| 14   | Connor Fitzpatrick | Canada   | 4:06.043 |      |
| 15   | Balázs Adolf       | Ungheria | 4:07.613 |      |
| 16   | Yurii Vandiuk      | Ucraina  | 4:10.910 |      |

#### Finale A
| Pos. | Atleta                 | Paese     | Tempo    | Note |
| ---- | ---------------------- | --------- | -------- | ---- |
|      | Isaquias Queiroz       | Brasile   | 4:04.408 |      |
|      | Liu Hao                | Cina      | 4:05.724 |      |
|      | Serghei Tarnovschi     | Moldavia  | 4:06.069 |      |
| 4    | Adrien Bart            | Francia   | 4:06.171 |      |
| 5    | Martin Fuksa           | Rep. Ceca | 4:08.755 |      |
| 6    | Conrad-Robin Scheibner | Germania  | 4:13.725 |      |
| 7    | Fernando Jorge         | Cuba      | 4:13.918 |      |
| 8    | Zheng Pengfei          | Cina      | 4:14.048 |      |